# Glossodoris angasi
Glossodoris angasi is een zeenaaktslak die behoort tot de familie van de Chromodorididae.

## Kenmerken
De slak heeft een witte kleur met een dunne gekleurde lijn op de rand van de mantel (de kleur hiervan verschilt). De kieuwen en de rinoforen zijn wit met bruine tot zwarte randen. Ze wordt, als ze volwassen is, zo'n 3 tot 5 cm lang.

## Leefwijze
Ze voeden zich voornamelijk met sponzen.

## Verspreiding en leefgebied
Deze slak leeft in het westen van de Grote Oceaan, ze wordt vaak aangetroffen langs de kusten van New South Wales in Australië.